# أفرو 618 عشرة
أفرو 618 عشرة (بالإنجليزية: Avro 618 Ten) هي طائرة ركاب والنقل العسكري، أنتجت في بريطانيا. من صناعة أفرو. كانت تستخدم بشكل أساسي من قبل الخطوط الجوية الإمبراطورية. دخلت الخدمة في 1930.